# 天堂的孩子 (專輯)
天堂的孩子，是飢餓三十人道救援行動的主題歌曲，由鮑比達作曲、編曲，王宏恩作詞，魯凱、排灣、布農、阿美、太魯閣族的原住民兒童錄唱。專輯於2002年出版，收錄單曲以及演奏版，由臺灣世界展望會發行。